# Digital Cinema Initiatives
 (décembre 2009).
Sa qualité peut être largement améliorée en utilisant un vocabulaire plus directement compréhensible.
Pour les articles homonymes, voir DCI.
Le Digital Cinema Initiatives, ou DCI, est un groupement d'experts du cinéma américain anglophone, visant à spécifier une architecture pour le cinéma numérique. Cette architecture vise un haut niveau de performance, de contrôle, et de robustesse. 
Le DCI a été créé en mars 2002, par les studios hollywoodiens The Walt Disney Company, 20th Century Fox, Paramount Pictures, Sony Pictures Entertainment, Universal Studios, Metro-Goldwyn-Mayer (ce dernier a quitté le DCI en 2005) et Warner Bros.
Le DCI est connu pour son document « Digital Cinema System Specification » (DCSS, version 1.4.2), qui sert de référence pour de nombreux systèmes de création de films (DCP mastering) ou d'affichage de films (projection numérique) pour le cinéma numérique. Il spécifie notamment les définitions d'image 2K (2048 × 1080) et 4K (4096 × 2160), le format conteneur  (DCP) des fichiers contenant les films, ainsi que la compression des images de ces derniers, qui s'appuie sur le format JPEG 2000. 
En 2022, le cinéma numérique 4K est le nouveau standard imposé pour les projections premium (films et séries) durant la postproduction en salles de vision privée, dans les cinémathèques et les archives du film.